# العلاقات اليمنية السورينامية
العلاقات اليمنية السورينامية هي العلاقات الثنائية التي تجمع بين اليمن وسورينام.

## مقارنة بين البلدين
هذه مقارنة عامة ومرجعية للدولتين:
| وجه المقارنة                                              | اليمن                   | سورينام                        |
| --------------------------------------------------------- | ----------------------- | ------------------------------ |
| المساحة (كم2)                                             | 555.00 ألف              | 163.27 ألف                     |
| عدد السكان (نسمة)                                         | 28.25 مليون             | 563.40 ألف                     |
| الكثافة السكانية (ن./كم²)                                 | 50.9                    | 3.45                           |
| العاصمة                                                   | صنعاء عدن (عاصمة مؤقتة) | باراماريبو                     |
| اللغة الرسمية                                             | اللغة العربية           | اللغة الهولندية                |
| العملة                                                    | ريال يمني               | دولار سورينامي، غيلدر سورينامي |
| الناتج المحلي الإجمالي (بليون دولار)                      | 18.21 مليار             | 3.32 مليار                     |
| الناتج المحلي الإجمالي (تعادل القوة الشرائية) بليون دولار | 75.69 مليار             | 9.07 مليار                     |
| الناتج المحلي الإجمالي الاسمي للفرد دولار أمريكي          | 1.41 ألف                | 9.48 ألف                       |
| الناتج المحلي الإجمالي للفرد دولار أمريكي                 |                         | 16.64 ألف                      |
| مؤشر التنمية البشرية                                      | 0.498                   | 0.714                          |
| رمز المكالمات الدولي                                      | +967                    | +597                           |
| رمز الإنترنت                                              | .ye                     | .sr                            |
| المنطقة الزمنية                                           | ت ع م+03:00             | 00                             |

## منظمات دولية مشتركة
يشترك البلدان في عضوية مجموعة من المنظمات الدولية، منها:
| علم المنظمة | اسم المنظمة                        | تاريخ انضمام اليمن | تاريخ انضمام سورينام |
| ----------- | ---------------------------------- | ------------------ | -------------------- |
|             | الأمم المتحدة                      | 30 سبتمبر 1947     | 4 ديسمبر 1975        |
|             | منظمة التعاون الإسلامي             | ?                  | ?                    |
|             | منظمة الشرطة الجنائية الدولية      | ?                  | ?                    |
|             | الاتحاد الدولي للاتصالات           | 1931               | 15 يوليو 1976        |
|             | البنك الدولي للإنشاء والتعمير      | 3 أكتوبر 1969      | 27 يونيو 1978        |
|             | الاتحاد البريدي العالمي            | ?                  | ?                    |
|             | منظمة حظر الأسلحة الكيميائية       | ?                  | ?                    |
|             | مؤسسة التمويل الدولية              | 22 مايو 1970       | 1 سبتمبر 2011        |
|             | وكالة ضمان الاستثمار متعدد الأطراف | 12 مارس 1996       | 2 يوليو 2003         |
|             | يونسكو                             | 2 أبريل 1962       | 16 يوليو 1976        |

## وصلات خارجية
- موقع وزارة الخارجية السورينامية